# Токо західний
Токо західний (Tockus kempi) — вид птахів родини птахів-носорогів (Bucerotidae).

## Поширення
Ареал виду займає території, яка простягається від південної Мавританії та Сенегамбії до дельти Нігеру. Мешкає у відкритих саванах і не дуже густих лісистих ділянках, особливо з рідкісним підліском.

## Опис
Птах завдовжки 35 см. Вага 182 г у самців і 148 г у самиць. Цей невеликий чорно-білий птах-носорог, що вирізняється плямистими крилами, білими зовнішніми кермовими перами і довгим червоним вигнутим дзьобом. Гола шкіра, що оточує очі і покриває горло, варіюється від рожевого до жовтуватого. Очі карі.

## Спосіб життя
Харчуються жуками, термітами, личинками мух і кониками. Безхребетні складають основну частину його раціону, але ці птахи не гребують дрібними хребетними, такими як гекони, пташенята та гризуни. Вони також їдять деякі фрукти і в посушливий період, схоже, люблять насіння